# Association syndicale professionnelle des journalistes républicains français

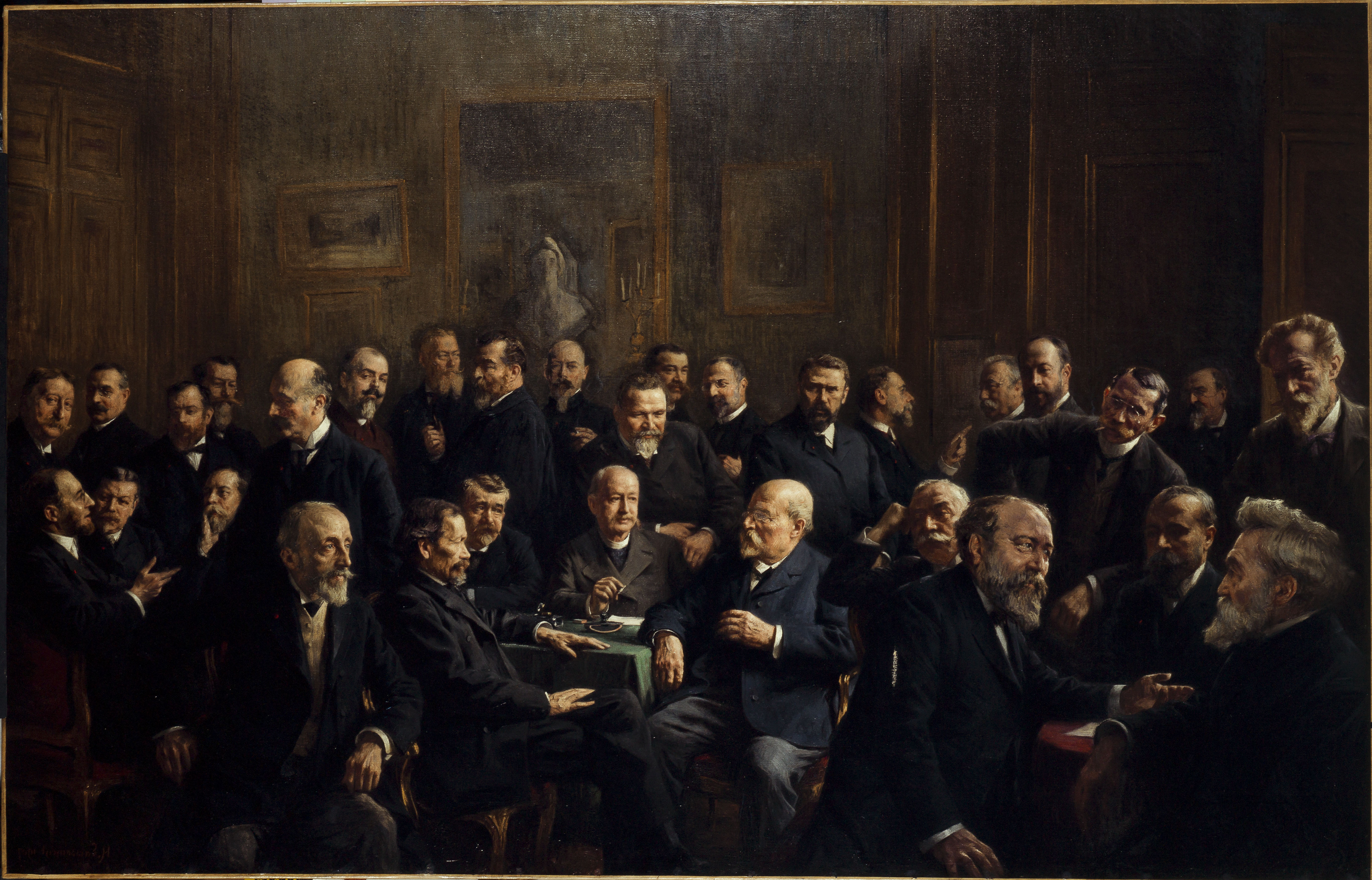
Portrait de groupe de membres de l'Association des journalistes républicains, par Laissement (1907).

L'Association syndicale professionnelle des journalistes républicains français est une société fondée en 1881 à Paris par le journaliste Edgar Monteil. Son siège social était au 46, rue Vivienne à Paris.
Conçue comme une société de secours mutuel, financée par les cotisations, des dons et des loteries, elle aura parmi ses dirigeants André Vervoort, reporter à La France libre d'Adolphe Maujan.
Un an avant, en 1879, avait été fondée l'Association de la presse républicaine départementale. La création de ces deux associations "accompagne la victoire électorale et institutionnelle d'un républicanisme de combat", selon l'historien de la presse Laurent Martin. L’ASPJRF, nettement plus à gauche que l’APRD, compte des anciens Communards parmi ses adhérents. D’autres regroupements apparaissent ensuite: l'Association de la presse monarchique et catholique des Départements (APMCD) et l'Association de la Presse départementale plébiscitaire (APDP), basés sur des critères d’appartenance idéologiques, politiques ou spirituels.
La création de ces associations va favoriser l'augmentation du nombre des journalistes, selon la même source : 2 000 « écrivains de presse » en 1885, 5400 en 1895 et 6000 en 1910, selon l'annuaire de la presse:49.